# Spoorlijn Olten - Aarau
De spoorlijn Olten - Aarau is een Zwitserse spoorlijn tussen Olten in kanton Solothurn en Aarau in kanton Aargau.

## Geschiedenis
In de 19e eeuw lieten de Zwitserse staat de organisatie de concessie voor de bouw en exploitatie van spoorwegen over aan de kantons. Voor de verbinding tussen Zürich en Bazel werden twee trajecten ontwikkeld. Het een traject zou over de Bötzberg (Variant Aargau) lopen en het andere traject zou over Waldshut langs de Rijn bij Duitsland (Variant Zürich). Vanuit het spoorwegknooppunt - station Olten - zouden spoorlijnen naar Bazel, Zürich, Luzern, Bern en Biel gaan lopen. Omstreeks het jaar 1850 werd de deskundigheid ingeroepen van de Engelse spoorweg ingenieurs Robert Stephenson en Henry Swinburne.
Door financiële problemen bij de Spanisch Brötli Bahn werden diverse varianten werden niet uitgevoerd.
De Schweizerische Centralbahn kreeg de concessie voor het traject tussen Olten en Wöschnau aan de grens van kanton Solothurn en kanton Aarau. De Schweizerische Nordostbahn legde het traject tussen Wöschnau en Aarau aan.
Het traject werd in fases geopend:
- 9 juni 1856: Olten tot Tore Aaraus
- juni 1858: hele traject
- 16 juli 1872: Het tweede spoor

## Aansluitingen
In de volgende plaatsen was of is er een aansluiting van de volgende spoorlijnen:

### Olten
- Hauensteinlinie, spoorlijn tussen Olten en Bazel
- Jurafusslinie, spoorlijn tussen Olten en Genève
- Mittellandlinie, spoorlijn tussen Olten en Lausanne
- Olten - Luzern, spoorlijn tussen Olten en Luzern

### Aarau
- Baden - Aarau, spoorlijn tussen Baden en Aarau
- Heitersberglinie, spoorlijn tussen Killwangen en Aarau
- Aarau-Schöftland-Bahn, spoorlijn tussen Aarau en Schöftland
- Wynentalbahn, spoorlijn tussen Arrau en Menziken

## Elektrische tractie
Het traject werd door Schweizerische Bundesbahnen op 21 januari 1925 geëlektrificeerd met een spanning van 15.000 volt 16 2/3 Hz wisselstroom.

## Afbeeldingen

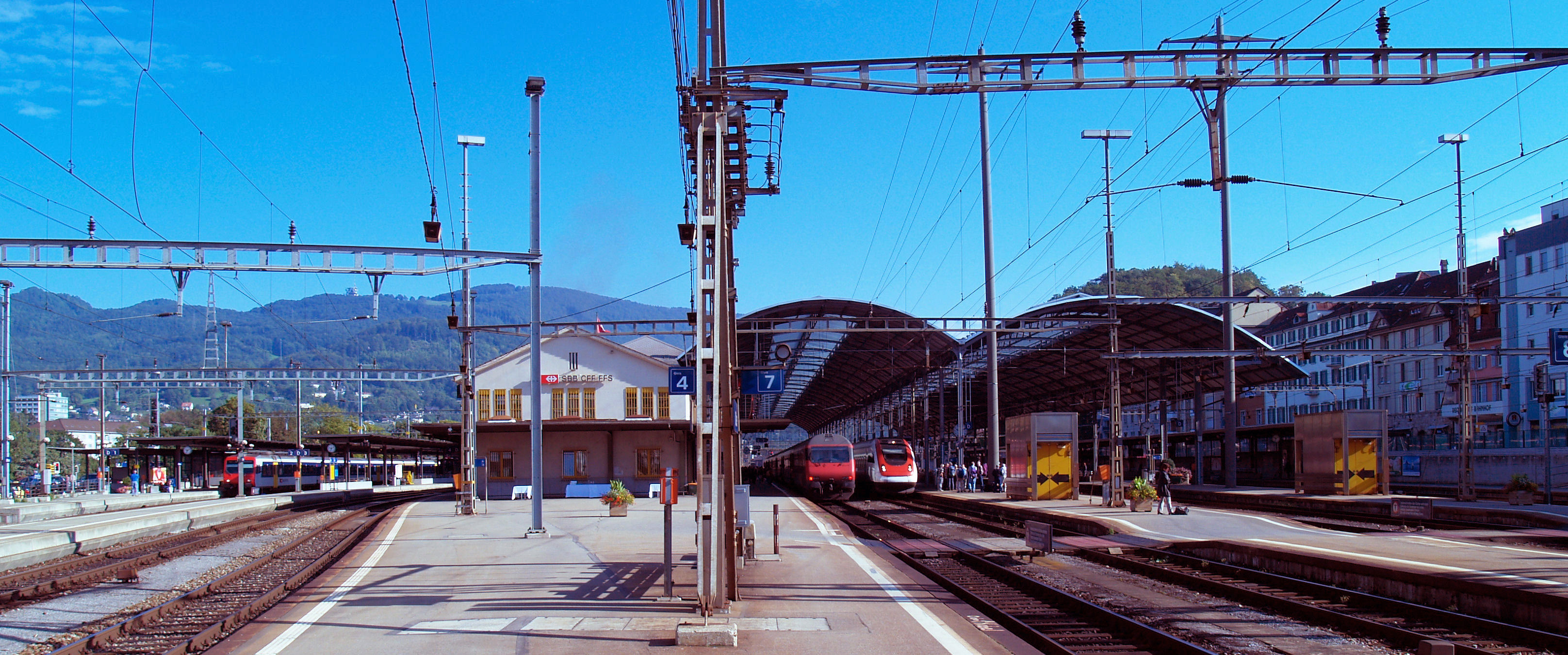
Station Olten
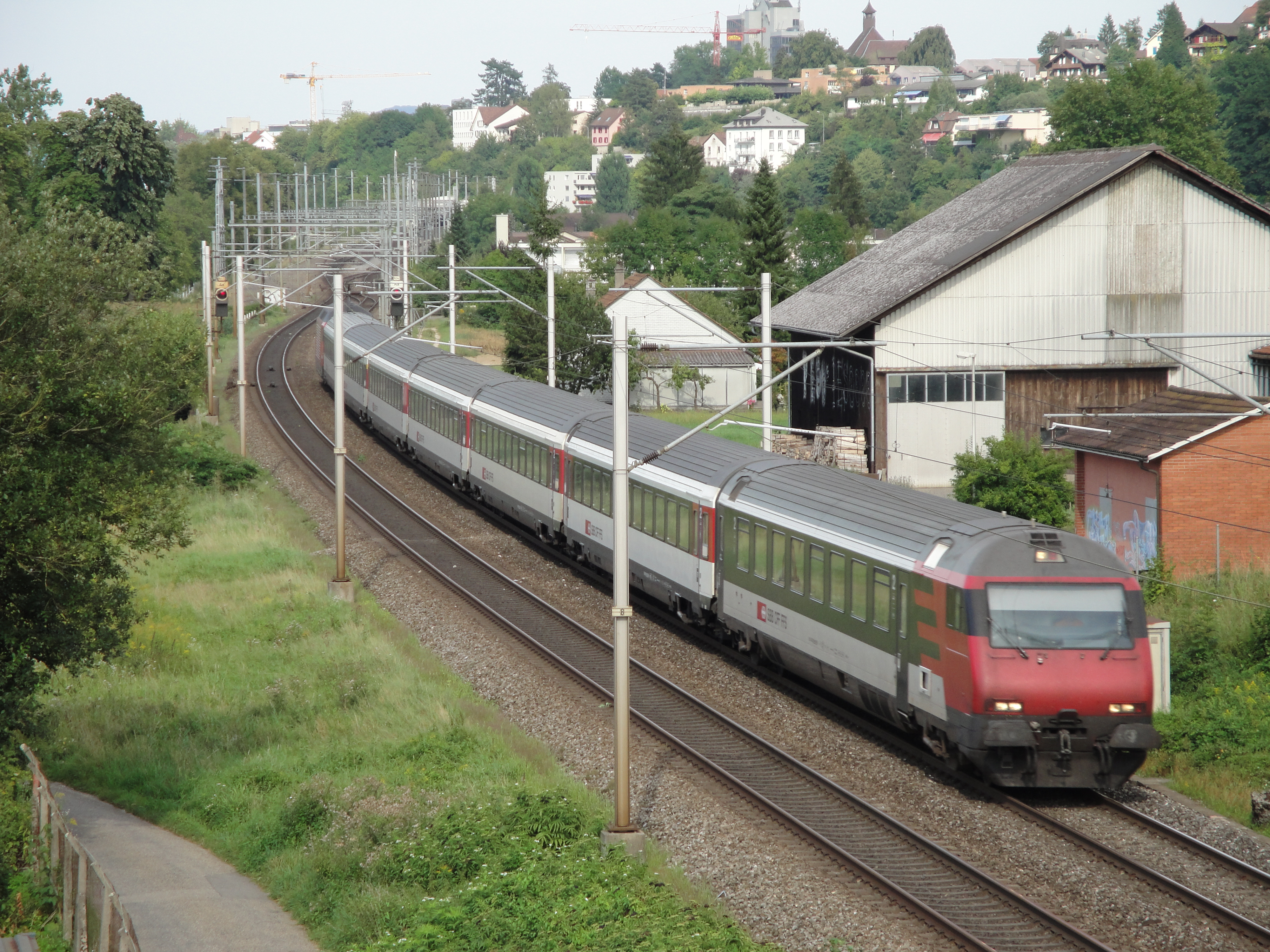
Tussen Aurau en Olten
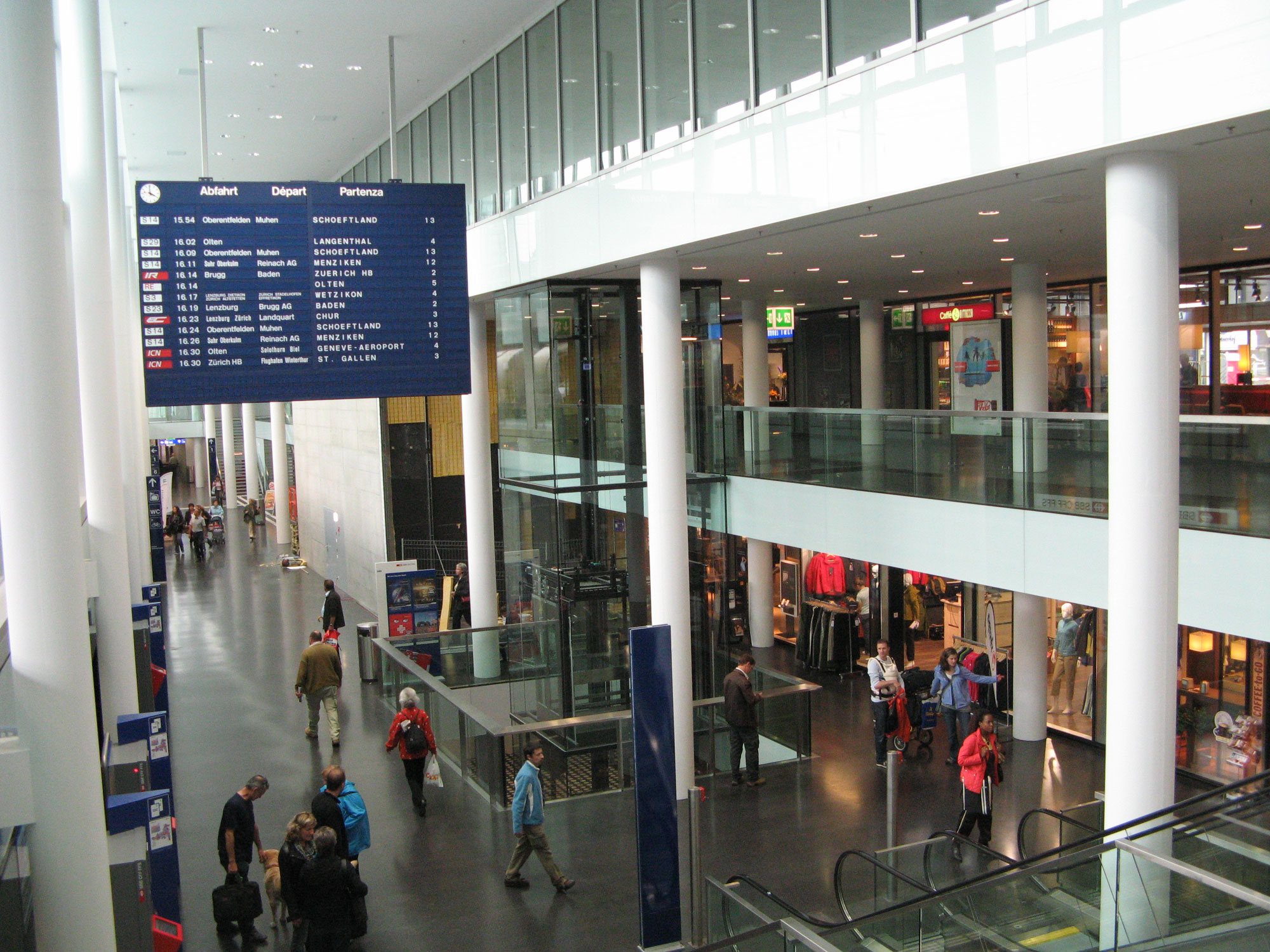
Station Aarau